# Цуцуру
Цуцуру (рум. Țuțuru) — село у повіті Вилча в Румунії. Входить до складу комуни Гредіштя.
Село розташоване на відстані 191 км на захід від Бухареста, 51 км на південний захід від Римніку-Вилчі, 66 км на північ від Крайови.

## Населення
За даними перепису населення 2002 року у селі проживали 409 осіб, з них 408 осіб (99,8%) румунів. Рідною мовою 408 осіб (99,8%) назвали румунську.